# موتور درایو

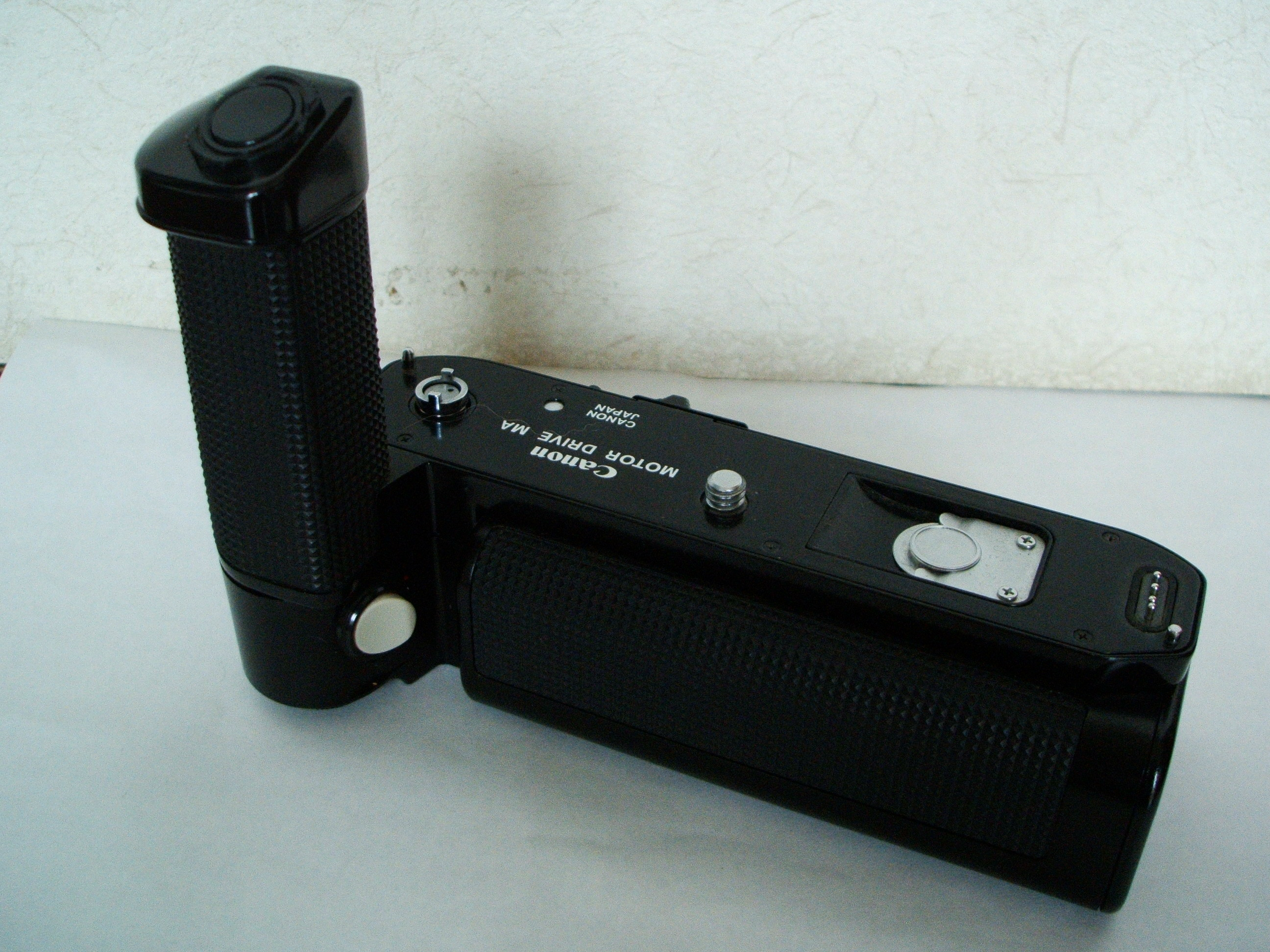
موتور درایور کانون

گردانگر پیشران یا موتور درایو (انگلیسی: Motor drive) به معنی سیستمی می‌باشد که دارای موتور است. درایو موتور تنظیم‌پذیر سرعت نیز سیستمی است که شامل موتوری می‌شود که دارای چند سرعت عملیاتی متفاوت باشد. درایو موتور سرعت متغیر نیز به سیستمی اطلاق می‌شود که در آن از موتوری با قابلیت تغییر متناوب سرعت استفاده شده باشد. اگر موتوری انرژی به جای مصرف تولید کند می‌توان به آن درایو ژنراتور گفت اما با وجود این، به آن درایو موتور گفته می‌شود.